# Novomikoláivka (Izmaíl)
Novomikoláivka (en ucraniano: Новомиколаївка) es un pueblo ucraniano perteneciente al óblast de Odesa. Situado en el suroeste del país, es parte del raión de Izmaíl y del municipio (hromada) de Vílkove.

## Toponimia
El nombre del asentamiento en otros idiomas también es Novonikolaevka (en ruso: Новониколаевка; en búlgaro: Суворово) y Regele-Ferdinand (en rumano: Regele-Ferdinand). El lugar se conocía como Friedrichsdorf hasta 1918 y de 1939-1945 (en alemán: Friedrichsdorf; en ucraniano: Фрідрихсдорф), siendo llamada Regele-Ferdinand (en ucraniano: Режеле-Фердінанд) entre 1918 y 1939.

## Geografía
Novomikolaívka se encuentra a 30 km de Kiliyá.

## Historia
La colonia alemana de Friedrichsdorf fue fundada en 1911 por familias de otras colonias alemanas de Budyak, siendo el primero en el raión de Izmaíl. Estas familias procedían de Wurtemberg, después de que el zar Alejandro I accediera a la petición de los alemanes de reasentarse en la región del mar Negro. Durante todo el período de la colonización alemana se fundaron 25 colonias madre y más de cien colonias hijas. El trigo, la avena, el maíz y las uvas fueron los principales cultivos de los colonos.
El sitio formó parte del reino de Rumania en el periodo de entreguerras y el lugar estaba en la zona de interés de los activistas bolcheviques de la URSS. Varios aldeanos participaron en el levantamiento de 1924. El 2 de febrero de 1930, los campesinos locales participaron en la manifestación de Izmaíl en la que exigieron que el gobierno les entregara tierras. En 1933 se descubrió la organización comunista en el pueblo y se realizaron arrestos.
Con el pacto Ribbentrop-Mólotov, Regele-Ferdinand fue entregado a la URSS como el resto de Besarabia, y muchos de los alemanes fueron enviados a Alemania como parte de la política de Heim ins Reich (la mayoría terminaron asentados en Filderstadt). Entre 1941 y 1944, Friedrichsdorf fue ocupado por tropas rumanas y alemanas. Los alemanes dejaron estos edificios en buen estado en 1940. 
Por decreto de la RSS de Ucrania del 14 de noviembre de 1945, el pueblo de Friedrichsdorf pasó a llamarse Novomikolaivka. Desde 1987, sus antiguos habitantes alemanes y sus descendientes vienen regularmente al pueblo.

## Demografía
La evolución de la población de Novomikolaívka entre 1989 y 2001 fue la siguiente:
| 586                                                           | 587 |
| (Fuente: Cities & Towns of Ukraine y UKRAINE: Größere Städte) |     |

Según el censo de 2001, la lengua materna de la mayoría de los habitantes, el 50,26%, es el ruso ; del 39,86% es el ucraniano; del 3,92%, el rumano; del 3,07%, el gagaúzo; y del 2,39%, el búlgaro.